# ГЕС Варрагамба
ГЕС Варрагамба — гідроелектростанція на сході Австралії. Розташована на річці Варрагамба, лівій притоці Nepean, яка в свою чергу є правим витоком Hawkesbury (впадає в Тасманове море за чотири десятки кілометрів на північ від Сіднея).
У межах проекту Варрагамбу перекрили бетонною гравітаційною греблею висотою 142 метри та довжиною 351 метр, яка потребувала 1251 тис. м3 матеріалу. Вона утримує велике водосховище Burragorang з площею поверхні 75 км2 і об'ємом 2031 млн м3 (корисний об'єм 1886 млн м3), котре витягнулось на кілька десятків кілометрів по долині річки та її витоків Coxs і Wollondilly.
Пригреблевий машинний зал обладнали однією турбіною типу Френсіс потужністю 50 МВт, яка працює при напорі у 100 метрів.
Видача продукції відбувається по ЛЕП, розрахованій на роботу під напругою 132 кВ.
Можливо відзначити, що до верхньої частини сточища Варрагамби (до сховища Wingecarribee, правої притоки Wollondilly) за допомогою ГАЕС Kangaroo Valley здійснюється деривація ресурсу з розташованого південніше сточища річки Shoalhaven, яка так само дренує східний схил Великого вододільного хребта і впадає у Тасманове море за сотню кілометрів на південь від Сіднея.